# Kołbaskowo (gmina)
Kołbaskowo est une gmina rurale du powiat de Police, Poméranie occidentale, dans le nord-ouest de la Pologne, à la frontière avec l'Allemagne. Son siège est le village de Kołbaskowo, qui se situe environ 24 km au sud de Police et 14 km au sud-ouest de la capitale régionale Szczecin.
La gmina couvre une superficie de 105,4 km2 pour une population de 12 311 habitants en 2016.

## Géographie
La gmina inclut les villages de Barnisław, Będargowo, Bobolin, Kamieniec, Kamionki, Karwowo, Kołbaskowo, Kurów, Moczyły, Ostoja, Pargowo, Przecław, Przylep, Rajkowo, Rosówek, Siadło Dolne, Siadło Górne, Smętowice, Smolęcin, Stobno, Ustowo, Warnik et Warzymice.
La gmina borde la ville de Szczecin et les gminy de Dobra et Gryfino. Elle est également frontalière de l'Allemagne.